# عيد خضر إلياس
عيد خضر الياس هو عيد يحتفل به العراقيين و تركمان كل عام من شهر فبراير، وقد وضع مؤخراً على لائحة التراث اللامادي، وتوقد خلاله الشموع وترمى مع غروب الشمس في مياه نهر دجلة طلباً لتحقيق الأماني والدعاء. وخضر الياس، هو نبي عند الإسلام، ويقع مقام خضر الياس على ضفاف نهر دجلة في جانب الكرخ، ويتكون من مبنى قديم وبسيط يزوره العراقيون من جميع المحافظات تيمناً به وتمارس خلاله طقوس خاصة كإحضار الحناء وإيقاد الشموع خلال نهاية الأسبوع بعد تثبيتها على الألواح الخشبية أو كرب النخيل لتطفو على سطح النهر مع ترديد عبارات مثل "شعلنا الشموع، ودعنا الدموع، ويتبادل زوار المقام التهاني والحلويات خلال عيد خضر الياس حتى تزداد المحبة والألفة بينهم.

## خضر الياس تراث عالمي
قدمت وزارة الثقافة العراقية، في فبراير 2015 ملفاً خاصاً بأعياد وطقوس خضر الياس، الذي يعد أحد العناصر المدرجة في القائمة الوطنية للتراث الثقافي غير المادي لجمهورية العراق لسنة 2014، والذي تمت إحالته إلى منظمة اليونسكو، لغرض تسجيله على قائمة التراث الثقافي لعام 2016.

## خضر الياس في الإسلام
الخضر هو الشخص الذي ورد ذكره في القرآن في سورة الكهف كعالم دون ذكر اسمه صراحة ﴿فَوَجَدَا عَبْدًا مِنْ عِبَادِنَا آتَيْنَاهُ رَحْمَةً مِنْ عِنْدِنَا وَعَلَّمْنَاهُ مِنْ لَدُنَّا عِلْمًا ۝٦٥﴾ [الكهف:65](1)، وتبعه موسى عند مجمع البحرين ﴿قَالَ لَهُ مُوسَى هَلْ أَتَّبِعُكَ عَلَى أَنْ تُعَلِّمَنِ مِمَّا عُلِّمْتَ رُشْدًا ۝٦٦﴾ [الكهف:66](3). ويوجد اختلاف في صفتهِ هل هو نبي أم لا، وهناك من يقول أنه ولي صالح. عند ذكر اسمه يُلحق المسلمون عبارة «عليه السلام». يقول الصحابي ابن مسعود أنه المراد به في الآية ﴿قَالَ الَّذِي عِنْدَهُ عِلْمٌ مِنَ الْكِتَابِ أَنَا آتِيكَ بِهِ قَبْلَ أَنْ يَرْتَدَّ إِلَيْكَ طَرْفُكَ فَلَمَّا رَآهُ مُسْتَقِرًّا عِنْدَهُ قَالَ هَذَا مِنْ فَضْلِ رَبِّي لِيَبْلُوَنِي أَأَشْكُرُ أَمْ أَكْفُرُ وَمَنْ شَكَرَ فَإِنَّمَا يَشْكُرُ لِنَفْسِهِ وَمَنْ كَفَرَ فَإِنَّ رَبِّي غَنِيٌّ كَرِيمٌ ۝٤٠﴾ [النمل:40] (2)، غير ذلك قول ابن عباس وهو المشهور قال أن المراد به في الآية هو آصف بن برخيا.
ولقد اتفق العلماء على وفاتهِ وإنه ميت، ولكن كثر في العوام أنه حي إلى الآن. يُعتبر الخضر مقدسًا لدى العديد من الديانات مثل المسيحية، والدرزية، واليهودية.

## الخضر في الإيزيدية
يعرف العيد عند الإيزيدية ب«عيد خدر الياس» الذي يقع في أول يوم خميس من شهر فبراير ويسبقه ثلاثة أيام صيام وتتخله عدة طقوس مختلفة، وينظرون إليه بعين التبجيل والقدسية، وهناك الكثير من أبناء هؤلاء الديانة يحملون الاسمين خدر والياس، نسبة إلى خدر نبي وخدر الياس حسب اعتقادهم ويفرقون بين الاسمين بأنهم شخصيتان ويعتبر الصوم والعيد عندهم من فرائض الطريقة وتصوم له ثلاثة أيام خاصة للذين يحملون اسم الياس أو اخضر أو خدر، معتقدين بأنه اليوم الأول للياس والثاني لخدر والثالث للمراد ويكون الرابع أي الخميس عيد خدر الياس، والمصادف الخميس الأول من شباط شرقي من كل عام، ولديهم اعتقاد بأن هذه اليوم يوم عيد الحب وتحقيق الأماني وخاصة للشباب فحسب الاعتقاد أن الشخص سواء كان فتى أم فتاة أن رأى في منامه ليلة العيد أي الليلة التي قد تسبق العيد قد شرب ماءً في بيت ما فيؤكد بأن نصيبه في الزواج سيكون من ذلك المنزل أو قريب منه، فنلاحظ أن شبابهم وفتياتهم يشربون الماء في هذه الليلة، حيث تعده الأيزيدية رسولاً أو نبياً لرب العالمين ويؤمنون بتناسخ الأرواح حيث حلت روح خدر الياس في جسد أحد رموز أو أوليائها يدعى (بيري لبنا) ولا يخلو معبد لالش من هذه الشخصية الإلوهية، ويكون صيامهم الامتناع عن الأكل والشرب وصمت اللسان عن الفضول وغض العين والابتعاد عن الملذات وكسر النفس خلال هذه الأيام الأربعة، وفي عيشة ليلة العيد تهيئ ربات البيوت الملابس الزاهية لأبنائها وتقلي كمية من حبات الحنطة وطحنها بعد القلي ثم تودع في غرفة هادئة معزولة أو على السطح حتى الصباح معتقدة بأن خدر الياس سيزور المنزل ويترك بصماته على هذا الطحين.